# トリルビル
トリルビル（Trillville）は、アメリカ合衆国のラップ・グループである。1997年にジョージア州アトランタにて結成された。
ラッパーのリル・スクラッピーと共に作成した、2004年のデビュー・アルバム『The King of Crunk & BME Recordings Present: Trillville & Lil Scrappy with Lil Scrappy』が全米ビルボード200にて、初登場14位を記録したことから脚光を浴びる。

## メンバー
- ドン・P (Don P)
- リル・LA (Lil La)
- ダーティ・マウス (Dirty Mouth)

## ディスコグラフィ

### アルバム
- The King of Crunk & BME Recordings Present: Trillville & Lil Scrappy with Lil Scrappy (2004年)
- The King of Crunk & BME Recordings Present: Lil Scrappy & Trillville - Chopped & Screwed (2005年)
- Straight Up. No Chaser (2008年)
- 3 Da' Hard Way (2011年)
- Dat Drip (2018年)